# Bouvier d'Appenzell
Pour les articles homonymes, voir Bouvier et Appenzell (homonymie).
Le Bouvier d'Appenzell est un chien de bouvier suisse.

## Description

### Apparence
Taille idéale : mâle, 52–56 cm; femelle 50–54 cm, avec une tolérance de 2 cm en plus ou en moins pour les deux sexes.
Le poil est droit, dense et brillant, avec un sous-poil dense. La couleur de base est noire ou havane, avec des marques symétriques feu ou blanches.

### Caractère
C'est un chien robuste, posé, brave et intelligent, en outre très vivant et doté d'un instinct de garde naturellement aiguisé. Très vif et nerveux, ce chien ne convient pas à des personnes fragiles (personnes âgées entre autres).

### Comportement social
Il s'entend généralement bien avec les autres chiens. La présence de bétail et d'autres animaux de compagnie se passe également sans problème s'il y a été habitué dans sa jeunesse. Il est assez méfiant face aux étrangers mais accueille les amis avec effusion. Un individu sain et bien éduqué se montre également doux avec les enfants. Il est dévoué à l'ensemble de la famille mais tend à développer des liens plus exclusifs avec son maître en particulier.

### Soins
Son poil fin demande peu d'attention. Supprimez de temps en temps des poils tombants avec une brosse en caoutchouc.

## Utilisations

### Aptitudes
À l'origine, il s'agit d'un chien de conduite et de protection des troupeaux, de pistage et de garde. De nos jours, c'est essentiellement un chien de garde et de compagnie.

### Dressage
Comme tous les chiens, il sera nécessaire de l'éduquer en méthodes positives. Dans sa jeunesse, faites en sorte qu'il expérimente de la façon la plus positive possible des situations variées ainsi que des rencontres avec les gens et les autres animaux. Il apprend assez vite, en partie grâce à son intelligence développée, mais aussi parce qu'il aime être occupé à un travail.
C'est un chien qui ne s'adapte pas au chenil. Certes, il aime la vie au grand air, mais seulement en compagnie de son maître. L'agility est un sport qui lui convient parfaitement.

### Exercice
Un chien comme celui-ci n'est pas à sa place dans un environnement urbain ou un immeuble de banlieue. Il a besoin d'être dehors et s'attache fortement à son territoire.
Ses instincts de chien de troupeau en font tout le contraire d'un vagabond. Dans une ferme, il pourra se dépenser à sa guise. Il faudra lui consacrer de longues promenades pour qu'il soit pleinement heureux.